# Juan Masiá
Juan Masiá Clavel S.J. (Murcia, 1941) es un teólogo, profesor y escritor jesuita español. Sus enseñanzas sobre moral sexual y bioética han sido desautorizadas por sus superiores de la Compañía de Jesús y la Universidad Pontificia Comillas lo retiró de la dirección de la Cátedra de Bioética, que ostentó durante dos años.

## Biografía
Ha vivido más de veinticinco años en Japón. Fue director del Departamento de Bioética en el Instituto de Ciencias de la Vida de la japonesa Universidad de Sofía, y profesor de Bioética y Antropología en la facultad de Teología de la misma universidad. Se trasladó a Madrid para sustituir a Javier Gafo Fernández S.J., fallecido poco antes y un teólogo pionero de la bioética. 

Fue profesor invitado de Antropología filosófica de 1988 a 1998 en la Universidad Pontificia Comillas y ha dirigido la Cátedra de Bioética de la misma Universidad de 2004 a 2006. En este último año, calificar como "mitad cómico, mitad anacrónico" el debate eclesiástico sobre el uso del preservativo le costó al jesuita su puesto en la Universidad de Comillas, a dos meses de su jubilación, y el secuestro de su libro Tertulias de bioética. Manejar la vida, cuidar a las personas en Madrid, por presiones directas de Roma y del obispo auxiliar de Madrid Eugenio Romero Pose, presidente en España de la Comisión para la Doctrina de la Fe. 

Como consiliario de la Asociación de Médicos católicos de Japón y colaborador en comisiones de bioética de la Conferencia Episcopal japonesa se ha ocupado de tratar en perspectiva teológica las cuestiones de ética de la vida. Hoy es coadjutor en la parroquia de Rokko, de los jesuitas, en Kōbe (Japón) y profesor de Bioética en la Universidad Católica Santo Tomás, de la diócesis de Osaka. También es colaborador en Tokio de la comisión católica de Justicia y Paz y de la sección japonesa de la Conferencia Mundial de Religiones por la Paz. Es uno de los firmantes del manifiesto Ante la crisis eclesial, junto con otros 300 pensadores cristianos.

## Obras

### En japonés
- Estudios sobre Unamuno y Ortega
- Temas de bioética
- Teología de la liberación
- Anatomía de la moral
- El futuro de la vida
- Filosofía de la vida.

### En español
- El animal vulnerable (1997)
- Con Tomás Domingo Moratalla y Alberto Ochaíta Lecturas de Paul Ricoeur (1998)
- Aprender de Oriente (1998)
- Para Ser Uno Mismo: de la Opacidad a la Transparencia (1999)
- Respirar y Caminar: Ejercicios Espirituales en Reposo (2001)
- Caminos Sapienciales de Oriente (2002)
- Bioética y Antropología (2004)
- Pruebas Genéticas: Genética, Derecho y Ética (2004)
- Fragilidad en esperanza. Enfoques de Antropología (2004) ISBN 84-330-1838-8 / 84-330-1838-8 / 9788433018380
- La gratitud responsable (2004)
- Con Santiago Madrigal y Manuel Porras, Ser Humano, Persona y Dignidad (2005) ISBN 84-330-2007-2 / 84-330-2007-2 / 9788433020079
- Tertulias de bioética. Manejar la vida, cuidar a las personas (2006).